# Вахтанґ Колбая
Вахтанґ Колбая (груз. ვახტანგ ყოლბაია; нар. 9 вересня 1952, Ґальський район Абхазька АРСР) — грузинський політичний діяч, Голова уряду Абхазької Автономної Республіки. Керівник Дослідницького Центру Інституту Регіональної Безпеки Східного Кавказу, член правління Фонду «Кавказький діалог». Автор книг та публікації.

## Життєпис
Вахтанґ Колбая народився 9 вересня 1952 року в Ґальському районі Абхазької АРСР.
Закінчив економічний факультет Московського інституту харчовий промисловості. Працював економістом Територіального об'єднання водоканалів Гальського району з 1974 до 1975 року.
У 1976 — 1984 роках на посаді керівника районної та обласної молодіжної організації Абхазії.  З 1984 до 1990 року Вахтанґ Колбая керівник адміністрації виконавчого органу Гальського району.
У 1990-1993 роках — перший заступник Голови Верховної Ради Автономної республіки Абхазія та Голова Юридичного Комітету. У 1993 — 1995 роках Вахтанґ Колбая заступник Голови Уряду Автономної республіки Абхазія та голова Ґальського муніципалітету у вигнанні.
З 1987 року Вахтанґ Колбая є членом Верховної Ради Автономної республіки Абхазія.
У 1992 — 2004 роках член Парламенту Грузії, а у 1995 — 2004 роках — заступник голови Парламенту Грузії.
З 1996 до 2003 року Вахтанґ Колбая очолював Парламентську делегацію Грузії в Парламентській Асамблеї ОБСЄ.
У 2008 році Вахтанґ Колбая став генеральним секретарем партії Демократичний рух — Єдина Грузія, яку очолює Ніно Бурджанадзе.
8 квітня 2013 року рішенням Верховної ради Автономної республіки Абхазії у вигнанні призначений головою уряду Абхазької автономної республіки.

## Нагороди
- Орден Честі.
- Державна Премія імені Г. Шервашидзе (2001).

## Особисте життя
Одружений, має двох дітей.